# Братська могила 87 радянських воїнів у с. Великі Низгірці
Братська могила 87 радянських воїнів у с. Великі Низгірці Бердичівського району Житомирської області — пам’ятка історії місцевого значення, що знаходиться в південно-східній частині села.

## Історія пам'ятки
У братській могилі поховані 87 воїнів: з них 6 воїнів 15-ї, 135-ї танкових дивізій, які загинули в оборонних боях 14—15 липня 1941 року, і 81 воїн 183-ї, 389-ї стрілецьких дивізій та 44-ї танкової бригади, які загинули 29 грудня 1943 — 1 січня 1944 року під час визволення села від німецько-фашистських загарбників. Прізвища 42-х воїнів відомі.

## Опис
У 1959 році встановлено бетонну  скульптуру скорботного воїна на  постаменті з оцементованої цегли. Висота  скульптури 2,5 м. У 1990 році встановлено  дві вертикальні бетонні плити з іменами загиблих та кам’яну  огорожу. Напис на постаменті: «Вечная слава героям, павшим в боях за свободу и независимость нашей Родины». Напис на плиті ліворуч від постаменту: «Здесь в братской могиле похоронены:» далі — імена воїнів-визволителів.